# Гафійчук Микола Іванович
Микола Іванович Гафійчук (нар. 18 грудня 1962, Глушків, Івано-Франківська область, УРСР) —радянський та український футболіст, захисник, згодом — тренер.

## Кар'єра гравця
Розпочав кар'єру гравця місцевих аматорських клубах. На професіональному рівні дебютував у чернівецькій «Буковині» в 1984 році. У складі команди провів два роки граючи у Другій лізі СРСР. Потім, у 1991 році виступав за аматорський клуб «Дністер» з міста Заліщики. В останньому розіграші аматорського чемпіонату Української РСР команда стала другою у своїй зоні, поступившись лише «Ниві» з Бережан. У першому розіграші Перехідної ліги України «Дністер» став переможцем своєї підгрупи.
Влітку 1993 року перейшов у чернівецьку «Ладу», яка виступала в аматорському чемпіонаті України. У листопаді 1993 року повернувся в «Дністер», відігравши в команді до кінця першого кола й перейшов в молдовську «Вілію». Починаючи з сезону 1994/95 років клуб змінив назву на «Прогресул». Всього в чемпіонаті Молдови Гафійчук провів 29 матчів, в яких забив 4 м'ячі. Завершив кар'єру гравця в аматорській команді «Пробій» з міста Городенка.

## Кар'єра тренера
У 1998 році став дитячим тренером у школі чернівецької «Буковини». Серед його вихованців Володимир Найко. З 2000 року по 2005 рік Гафійчук навчався на педагогічному факультеті Чернівецького національного університету.
У 2004 році, разом з Дмитром Гордеєм, привів своїх підопічних до перемоги в першій лізі дитячо-юнацького футбольної ліги України. У квітні 2010 року, разом з Юрієм Шелепницьким очолив «Буковину-2», яка виступала в чемпіонаті області.
Також Гафійчук був головним арбітром у матчах на першість області. Виступав за команду ветеранів «Буковини». У 2007 році став фіналістом ветеранського кубка України, а в 2011 році разом з командою став переможцем ветеранського чемпіонату України.
Наприкінці 2011 року отримав тренерську ліцензію УЄФА категорії «С». У 2017 році працював адміністратором «Буковини».